# Acetato di rodio(II)
L'acetato di rodio(II) è il composto chimico con formula chimica Rh2(AcO)4, dove AcO− è lo ione acetato (CH3COO−). Trattasi di una polvere verde smeraldo usata come catalizzatore per la ciclopropanazione degli alcheni e per l'inserimento in legami C-H e X-H (X = N/S/O) e per la formazione di iluri per le sintesi organiche.

## Struttura e proprietà
La struttura dell'acetato di rodio(II) presenta una coppia di atomi di rodio, ognuno con una geometria molecolare ottaedrica, definita da quattro atomi di ossigeno acetico, un ligando d'acqua e un legame Rh-Rh (2.39 Å). L'acetato di rame(II) e l'acetato di cromo(II) hanno una struttura simile.